# Indianapolis 500 in 1991

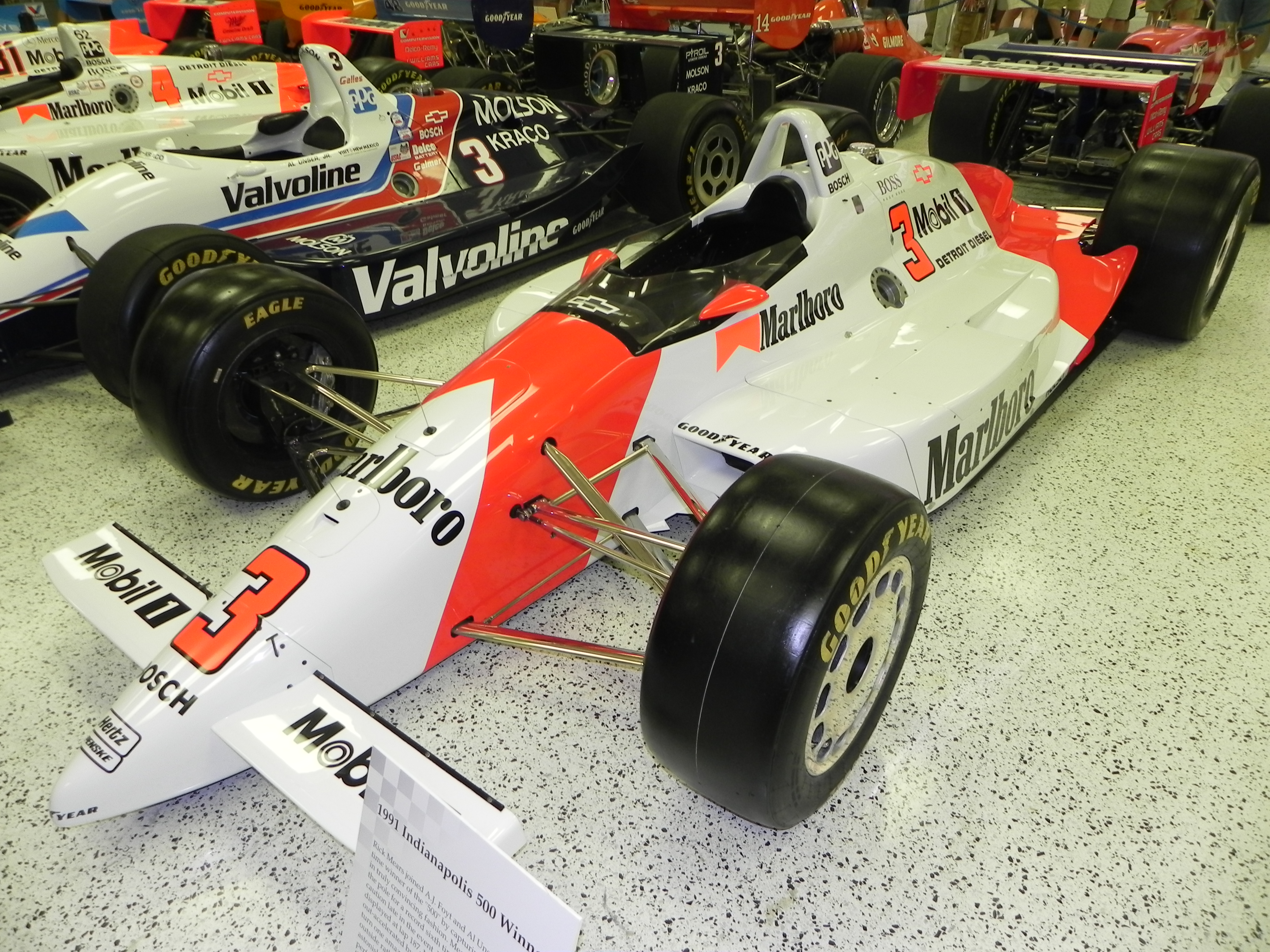
Winnend voertuig van de Indianapolis500 wedstrijd in 1991

De 75e Indianapolis 500 werd gereden op zondag 26 mei 1991 op de Indianapolis Motor Speedway. Penske Racing coureur Rick Mears won de race voor de vierde en laatste keer in zijn carrière.

## Startgrid
| Rij | Binnen            | Midden                | Buiten             |
| --- | ----------------- | --------------------- | ------------------ |
| 1   | Rick Mears        | A.J. Foyt             | Mario Andretti     |
| 2   | Bobby Rahal       | Michael Andretti      | Al Unser Jr.       |
| 3   | John Andretti     | Jim Crawford          | Danny Sullivan     |
| 4   | Eddie Cheever     | Jeff Andretti         | Scott Goodyear     |
| 5   | Gary Bettenhausen | Arie Luyendyk         | Emerson Fittipaldi |
| 6   | Kevin Cogan       | Stan Fox              | Mike Groff         |
| 7   | Scott Brayton     | Tony Bettenhausen Jr. | Bernard Jourdain   |
| 8   | Geoff Brabham     | Buddy Lazier          | Hiro Matsushita    |
| 9   | John Paul Jr.     | Tero Palmroth         | Scott Pruett       |
| 10  | Roberto Guerrero  | Willy T. Ribbs        | Dominic Dobson     |
| 11  | Randy Lewis       | Pancho Carter         | Gordon Johncock    |

## Race
Michael Andretti reed tijdens de race de meeste ronden aan de leiding, zes keer met een totaal van 97 ronden. Rick Mears reed in totaal 30 ronden aan de leiding, waarvan de laatste twaalf toen hij de leiding van de race overnam van Michael Andretti en zijn Penske wagen naar de overwinning reed. Het was zijn vierde en laatste overwinning, die hij op twaalf jaar tijd bij elkaar had gereden en hij werd zo mede-recorder aantal overwinningen op gelijke hoogte met A.J. Foyt en Al Unser.
| #                                                                               | Coureur               | Auto             | Ronden | Opgave     |
| ------------------------------------------------------------------------------- | --------------------- | ---------------- | ------ | ---------- |
| 1                                                                               | Rick Mears            | Penske-Chevrolet | 200    |            |
| 2                                                                               | Michael Andretti      | Lola-Chevrolet   | 200    |            |
| 3                                                                               | Arie Luyendyk         | Lola-Chevrolet   | 199    |            |
| 4                                                                               | Al Unser Jr.          | Lola-Chevrolet   | 198    |            |
| 5                                                                               | John Andretti         | Lola-Chevrolet   | 197    |            |
| 6                                                                               | Gordon Johncock       | Lola-Cosworth    | 188    |            |
| 7                                                                               | Mario Andretti        | Lola-Chevrolet   | 187    | Mechanisch |
| 8                                                                               | Stan Fox              | Lola-Buick       | 185    |            |
| 9                                                                               | Tony Bettenhausen Jr. | Penske-Chevrolet | 180    |            |
| 10                                                                              | Danny Sullivan        | Lola-Alfa Romeo  | 173    | Mechanisch |
| 11                                                                              | Emerson Fittipaldi    | Penske-Chevrolet | 171    | Mechanisch |
| 12                                                                              | Scott Pruett          | Truesports-Judd  | 166    | Mechanisch |
| 13                                                                              | Dominic Dobson        | Lola-Judd        | 164    |            |
| 14                                                                              | Randy Lewis           | Lola-Cosworth    | 159    |            |
| 15                                                                              | Jeff Andretti (R)     | Lola-Cosworth    | 150    | Mechanisch |
| 16                                                                              | Hiro Matsushita (R)   | Lola-Buick       | 149    |            |
| 17                                                                              | Scott Brayton         | Lola-Chevrolet   | 146    | Mechanisch |
| 18                                                                              | Bernard Jourdain      | Lola-Buick       | 141    | Mechanisch |
| 19                                                                              | Bobby Rahal           | Lola-Chevrolet   | 130    | Mechanisch |
| 20                                                                              | Geoff Brabham         | Truesports-Judd  | 109    | Mechanisch |
| 21                                                                              | Pancho Carter         | Lola-Buick       | 94     | Mechanisch |
| 22                                                                              | Gary Bettenhausen     | Lola-Buick       | 89     | Mechanisch |
| 23                                                                              | Tero Palmroth         | Lola-Cosworth    | 77     | Mechanisch |
| 24                                                                              | Mike Groff (R)        | Lola-Cosworth    | 68     | Mechanisch |
| 25                                                                              | John Paul Jr.         | Lola-Buick       | 53     | Mechanisch |
| 26                                                                              | Jim Crawford          | Lola-Buick       | 49     | Mechanisch |
| 27                                                                              | Scott Goodyear        | Lola-Judd        | 38     | Mechanisch |
| 28                                                                              | A.J. Foyt             | Lola-Chevrolet   | 25     | Mechanisch |
| 29                                                                              | Kevin Cogan           | Lola-Buick       | 24     | Ongeval    |
| 30                                                                              | Roberto Guerrero      | Lola-Alfa Romeo  | 23     | Ongeval    |
| 31                                                                              | Eddie Cheever         | Lola-Chevrolet   | 17     | Mechanisch |
| 32                                                                              | Willy T. Ribbs (R)    | Lola-Buick       | 5      | Mechanisch |
| 33                                                                              | Buddy Lazier (R)      | Lola-Buick       | 1      | Ongeval    |
| Gemiddelde snelheid : 283,980 km/h - Snelste Ronde : Arie Luyendyk, 357,56 km/h |                       |                  |        |            |
| Aantal neutralisaties : 7 (35 van de 200 ronden in totaal)                      |                       |                  |        |            |